# サマセット駅

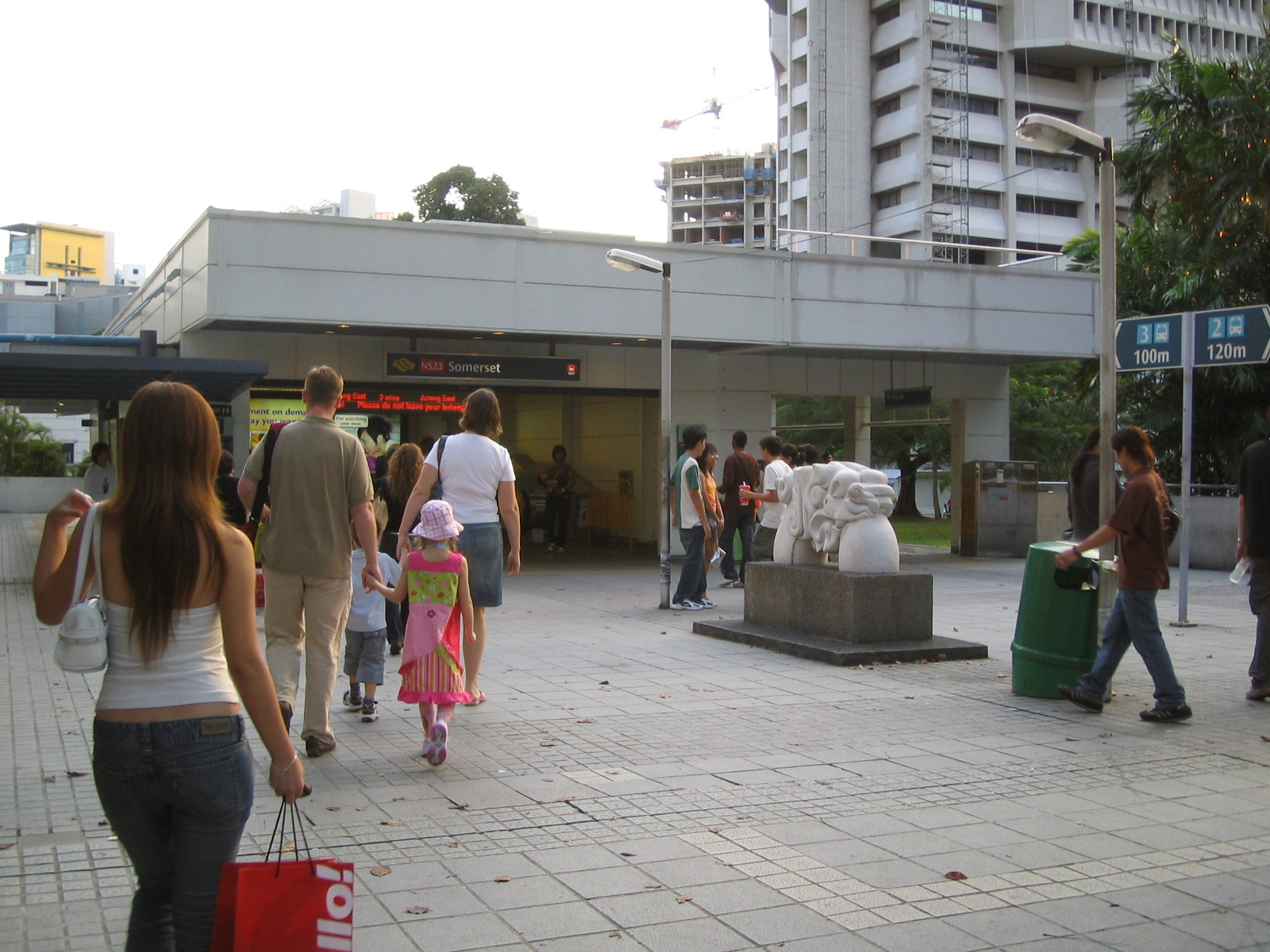
サマセット駅の入口

サマセット駅（サマセットえき、英語:Somerset Station）は、シンガポールにある、MRT南北線の地下駅。駅名はシンガポールに長期滞在したサマセット・モームの名に由来する。スクリーンドアが採用されている。

## 駅構造
島式1面2線のホームを持つ駅。改札・コンコースは地下1階、ホームは地下2階にある。ホーム有効長は6両。
| A | ■南北線 | ジュロン・イースト方面 |
| B | ■南北線 | マリーナ・ベイ方面     |

## 駅周辺
- DON DON DONKI オーチャードセントラル店（2017年12月1日オープン、シンガポール1号店[1]）
- カッページプラザ
  - 餃子の王将（王将フードサービスとは無関係）

## 歴史
- 1987年12月12日に開業
- 2002年改築

## 事件
2007年9月26日17時ごろコンコースの公衆電話から爆弾が置いてあるとの通報。警察が駆けつけたが爆弾は確認されず、いたずらと判明。2日後の2007年9月28日の朝に21歳の男を逮捕。